# TA7
TA7 (Tomb of Amarna 7) è la sigla che identifica una delle Tombe dei nobili ubicate nell'area dell'antica Akhetaton, oggi nota come Amarna, capitale voluta e costruita dal faraone Amenhotep IV/Akhenaton della XVIII dinastia. La città venne abbandonata circa 30 anni dopo la sua fondazione; le tombe vennero abbandonate e in parte riutilizzate in epoca moderna come romitaggi di monaci copti. L'abbandono millenario e i danni causati dalla presenza umana hanno spesso reso irriconoscibili le strutture originarie e danneggiato pesantemente, quando non reso illeggibili, scene pittoriche e rilievi parietali.

## Titolare
TA7 era la tomba di:
| Titolare   | Titolo | Necropoli | Dinastia/Periodo | Note             |
| ---------- | --- | --------- | ---------------- | ---------------- |
| Parennefer | Artigiano reale, puro di mani; Sovrintendente di tutti gli artigiani del re; Sovrintendente di tutti i lavori del re nella casa di Aton; Primo degli amici che accompagna il Signore delle Due Terre in ogni luogo; Sovrintendente dei Profeti di tutti gli dei | Amarna    | XVIII dinastia   | area meridionale |

## Biografia
A Parennefer è intitolata anche la tomba TT188 della Necropoli tebana. Nessun'altra notizia biografica è ricavabile dalla tomba amarniana così come da quella tebana il che è compatibile con il minor livello dei titoli di cui Parennefer si fregia.

## La tomba

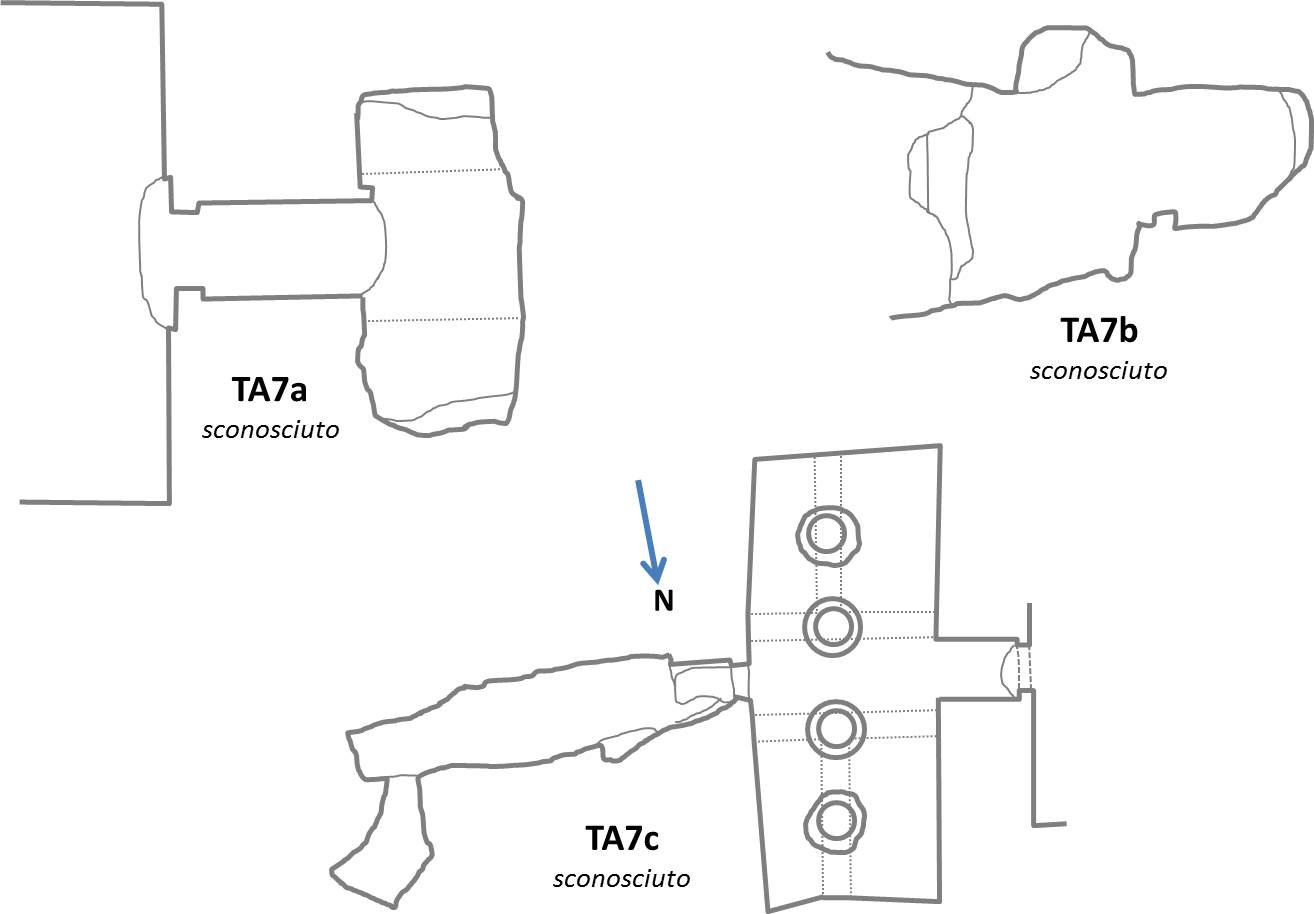
Le tombe minori TA7a, TA7b e TA7c ubicate nei pressi della TA7

TA7, molto povera e non ultimata, è costituita, planimetricamente da un corridoio che immette direttamente in una sala trasversale che presenta, sul fondo una nicchia, o corridoio, non ultimato. Nel lato corto a nord si apre l'accesso a due sale appena abbozzate che si susseguono. La facciata è la parte più definita dell'intera sepoltura: sulla parete (nn. 1 e 2 in planimetria), nella parte alta, la famiglia reale in adorazione dell'Aton mentre, nella parte più bassa sono rappresentati il defunto inginocchiato e alcuni carri. Sulla stessa facciata, ancora la famiglia reale in adorazione di Aton (3–4) così come ai lati dell'ingresso (6–7). Un breve corridoio, sulle cui pareti è rappresentata la famiglia reale (7) e il defunto in adorazione (8), immette nella sala trasversale. Sulle pareti (9–10) il defunto premiato dal re Akhenaton e dalla regina Nefertiti che si affacciano, unitamente a tre principesse, ad un balcone del Palazzo Reale; sono presenti anche la sorella della regina, Mutnodjemet, nonché altri funzionari, cortigiani, carristi e servi che recano i premi. Poco oltre (11) scene non finite del defunto che torna verso casa (12) recando il proprio premio; altre scene non finite (13) rappresentano musicisti, cibi e due funzionari dinanzi al re seduto sotto un padiglione. Su altra parete (14) resti di graffiti ieratici; ai lati dell'entrata nella nicchia di fondo (15–16) i titoli del defunto. Nei pressi della TA7 si trovano alcune tombe minori contrassegnate dalle sigle TA7a, 7b e 7c.

### Annotazioni
1. ↑  La numerazione dei locali e delle pareti segue quella di Porter e Moss 1968, p. 220.
2. ↑  I funzionari provenivano da altre località, Menfi o la stessa Tebe, ed è perciò ipotizzabile che avessero comunque preferito essere sepolti nei luoghi d'origine; a riprova di tale ultima considerazione, si pensi ad altri funzionari amarniani, o comunque impiegati durante il regno di Akhenaton, che hanno la loro sepoltura tra le Tombe dei Nobili di Tebe: TT55 di Ramose; TT188 di Parennefer; TT192 di Kharuef; TT46 di Ramose; TT136 di Ipy.

### Fonti
1. 1 2  Davies 1903, Parte VI, pp. 1-6.
2. ↑  Reeves 2001, p. 136.
3. ↑  Davies 1903, Parte VI, pp. 1-6, Tavv. da III a X.
4. ↑  Porter e Moss 1968, Parte IV, p. 219.
5. ↑  Porter e Moss 1968, Vol. IV, pp. 219-221.